# Sachiko de Hisa
 (mai 2019).
Si vous disposez d'ouvrages ou d'articles de référence ou si vous connaissez des sites web de qualité traitant du thème abordé ici, merci de compléter l'article en donnant les références utiles à sa vérifiabilité et en les liant à la section « Notes et références ».
La princesse Sachiko de Hisa (久宮祐子内親王, Hisa-no-miya Sachiko naishinnō), née le 10 septembre 1927 à Tokyo et décédée à 5 mois et 29 jours le 8 mars 1928 dans cette même ville, est la deuxième fille de l'empereur Shōwa et de l'impératrice Kōjun.

## Naissance
Le 10 septembre 1927 naît le deuxième enfant de l'empereur et de l'impératrice, une fille pesant 3,3 kg et mesurant 51 cm.
La princesse fut nommée Sachiko le 16 septembre, nom choisi par l'empereur lui-même. La princesse fut allaitée et ne cessa de grandir. Le 27 février, elle développa de l'eczéma et une forte fièvre avant que l'on ne lui diagnostique une catarrhe. Le 1er mars, le médecin annonça qu'il ne fallait plus s'inquiéter et le 3 mars qu'elle allait récupérer.

## Décès
Cependant, le 4 mars, la princesse développa une très forte fièvre, 39 °C, et à 21 h on lui diagnostiqua un sepsis. Les festivités pour l'anniversaire de l'impératrice le 6 mars furent annulées.
Le 8 mars, la situation empira et la petite princesse mourut pendant la nuit à 3 h 38. L'empereur ordonna à l'armée d'arrêter toute action pendant la journée et décréta une journée de deuil national. Le 13 mars, la princesse fut inhumée au cours d'une cérémonie simple au cimetière de Toyoshima. L'impératrice était effondrée et conserva auprès d'elle une poupée de la même taille que Sachiko pendant des jours et ne voulut plus avoir d'enfants pendant un an.

## Titres
- 10 septembre 1927 - 8 mars 1928: Son Altesse impériale la princesse Hisa

- (en) Cet article est partiellement ou en totalité issu de l’article de Wikipédia en anglais intitulé « Sachiko, Princess Hisa » (voir la liste des auteurs).